# Superpuchar Polski 2010
La 21ª edizione della Supercoppa di Polonia  si è svolta il 1º agosto 2010.
Allo Stadion Kazimierza Górskiego di Płock si scontrano il Lech Poznań, vincitore del campionato e il Jagiellonia, vincitore della coppa nazionale.
A vincere il trofeo è stato, per la prima volta nella sua storia, il Jagiellonia.

## Tabellino
| Arbitro: | Marai Al-Awaji |

|  |           |                |
|  | Marcatori | 83’ Frankowski |